# Инфраструктура
Инфраструкту́ра (лат. infra — «ниже, под» + лат. structura — «строение», «расположение») — комплекс взаимосвязанных обслуживающих структур или объектов, составляющих и обеспечивающих основу функционирования системы.
В современном русском языке в общеупотребительном значении инфраструктура — это совокупность предприятий, учреждений, систем управления, связи и т. п., обеспечивающая деятельность общества или какой-либо его сферы.
В английском языке термин «инфраструктура» (англ. infrastructure) появился в 1920—1928 гг. и первоначально использовался в военной сфере, где им обозначали комплекс сооружений, обеспечивающих действие вооружённых сил.

## Разновидности инфраструктуры
Отдельный интерес представляют классификации инфраструктуры, которые производится по различным признакам.
По признаку сферы действия можно выделить следующие виды инфраструктуры:
- Производственная инфраструктура.
- Социальная инфраструктура — совокупность отраслей и предприятий, функционально обеспечивающих нормальную жизнедеятельность населения. Включает здравоохранение, дошкольное, внешкольное, общее и профессиональное образование и т. д.[4]
- Транспортная инфраструктура — совокупность отраслей и предприятий транспорта.
- Инженерная инфраструктура — системы инженерно-технического обеспечения зданий и сооружений.
- Инфраструктура экономики — совокупность отраслей и видов деятельности, обслуживающих производство и хозяйство в целом.
- Информационная инфраструктура — система информационных организационных структур, подсистем, обеспечивающих функционирование чего-либо.
- Военная инфраструктура — системы стационарных объектов и отдельных сооружений, являющихся основой для развертывания вооружённых сил, ведения военных действий и обеспечения боевой и оперативной подготовки войск.
- Рыночная инфраструктура — система учреждений и организаций (банков, бирж, ярмарок, страховых компаний, консультационных и информационно-маркетинговых фирм и т. д.), обеспечивающих свободное движение товаров и услуг на рынке.
- Инновационная инфраструктура — это комплекс организационно-экономических институтов, непосредственно обеспечивающих условия реализации инновационных процессов хозяйствующими субъектами (в том числе специализированными инновационными организациями) на основе принципов экономической эффективности как национальной экономики в целом, так и её экономических субъектов в условиях конъюнктурных колебаний рынка[5].
- Энергетическая инфраструктура[пол.] — трубопроводы для транспортировки нефти и природного газа (включая биогаз), линии электропередач, электрические подстанции и т. д.
- Телекоммуникационная инфраструктура — телекоммуникационные вышки, базовые станции, кабельные линии связи и т. д.
- Туристическая инфраструктура.
- Инфраструктура космической деятельности.

## Связанные значения
- Инфраструктура открытых ключей (PKI) — технология проверки подлинности.
- Инфраструктура управления привилегиями — методы, позволяющие связать сертификаты ИОК (PKI) с предоставлением каких-либо привилегий и полномочий.